# Strimmjukstjärt
Strimmjukstjärt (Thripophaga macroura) är en fågel i familjen ugnfåglar inom ordningen tättingar.

## Utseende och läte
Strimmjukstjärten är en 18 cm lång, streckad och rostfärgad ugnfågel. Ovansidan är rödbrun med kastanjebruna vingar och kontrasterande bjärt kanelfärgad stjärt. Hjässa och mantel är streckade i beige. På huvudet syns ett otydligt beigevitt ögonbrynsstreck. Undersidan är brun med tunna vita streck. Strupen är orangefärgad. Lätet består av en ljus drill som abslutas i några betonade toner och en drill. Även skärande "tchik" kan höras.

## Utbredning och status
Fågeln förekommer lokalt i östra Brasilien (södra Bahia till Espírito Santo och norra Rio de Janeiro). Den behandlas som monotypisk, det vill säga att den inte delas in i några underarter.

## Status och hot
Strimmjukstjärten har en liten världspopulation bestående av uppskattningsvis endast 1 500–7 000 vuxna individer. Den tros också minska i antal till följd av habitatförlust. Fågeln är därför upptagen på internationella naturvårdsunionen IUCN:s röda lista över hotade arter, kategoriserad som sårbar (VU).